# دوفونیاک اسپرینگز (فلوریدا)
دوفونیاک اسپرینگز (به انگلیسی: DeFuniak Springs) شهری در شهرستان والتون ایالت فلوریدا است که در سال ۱۹۰۱ بنیان‌گذاری شده‌است. این شهر طبق سرشماری سال ۲۰۱۰ میلادی، ۵٬۱۷۷ نفر جمعیت داشته و مساحت آن نیز ۲۹٫۱ کیلومتر مربع است.

## نگارخانه

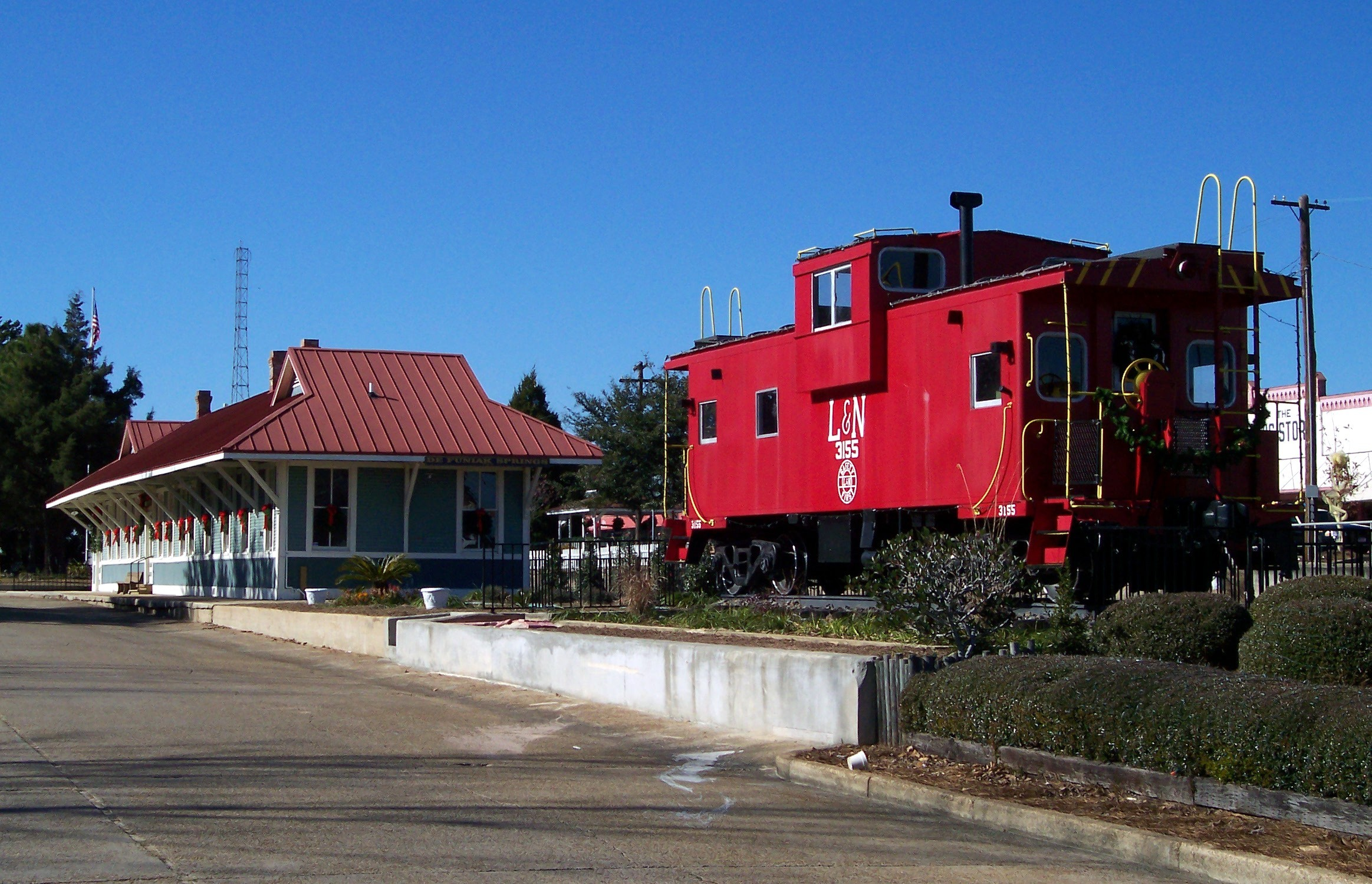
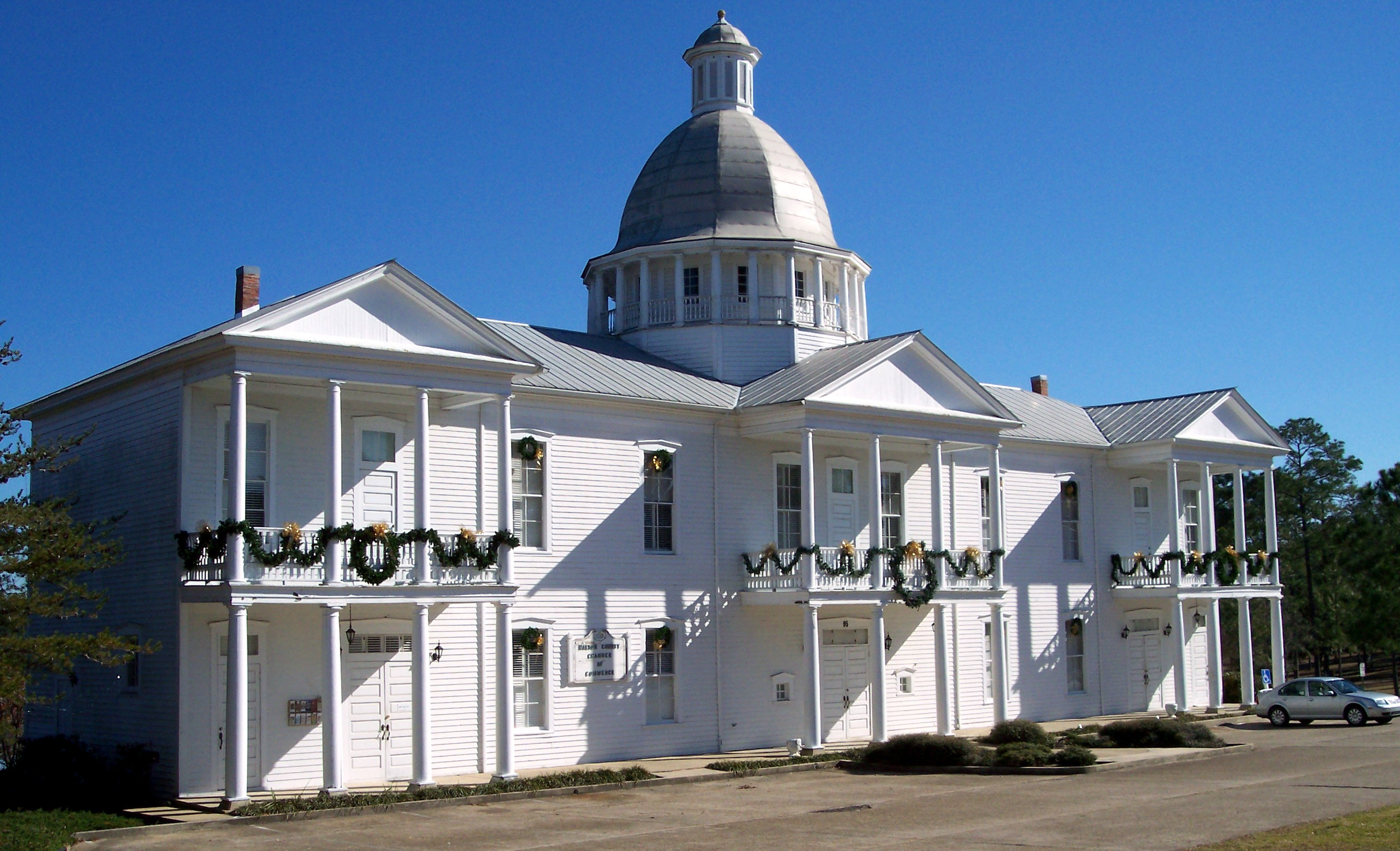
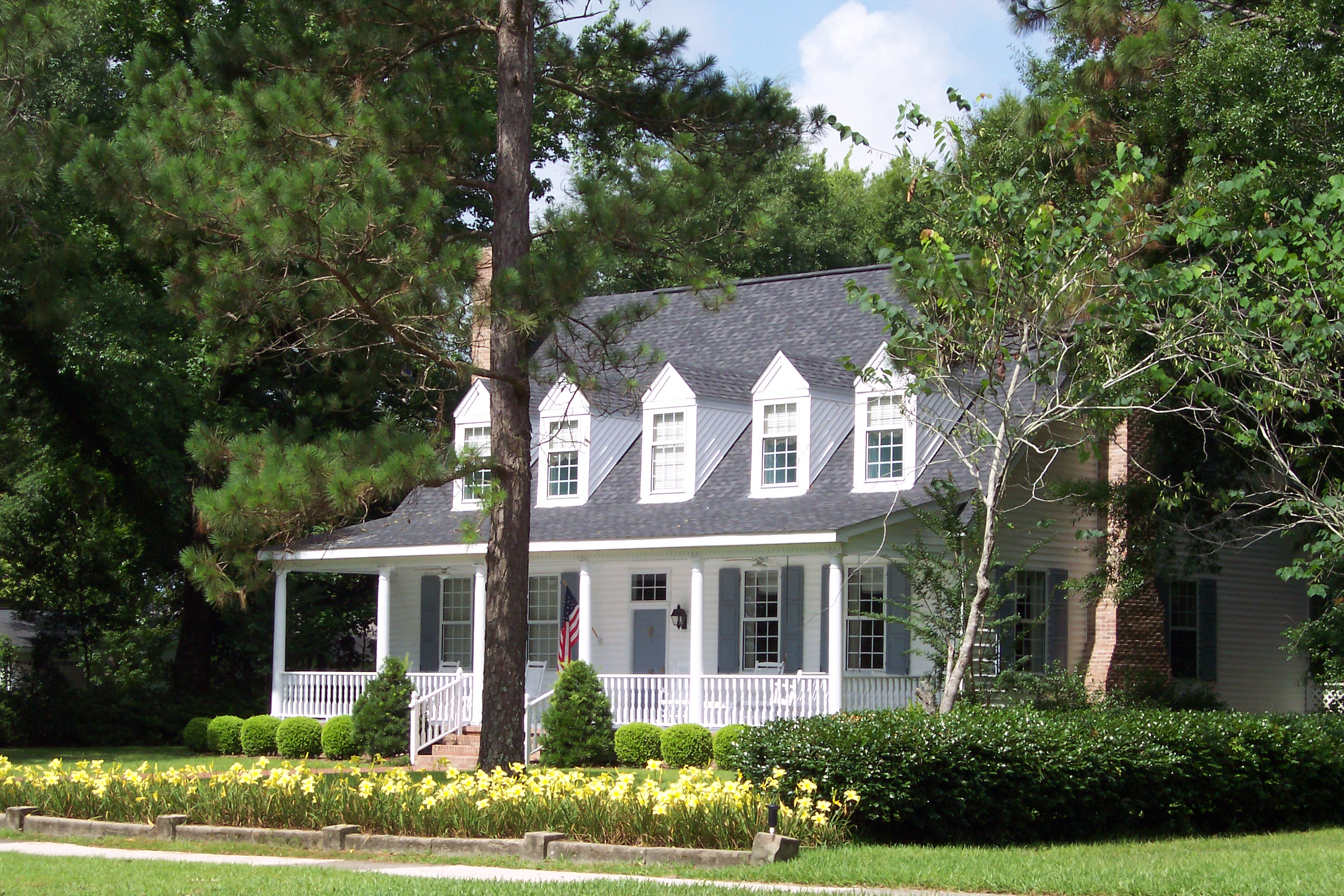
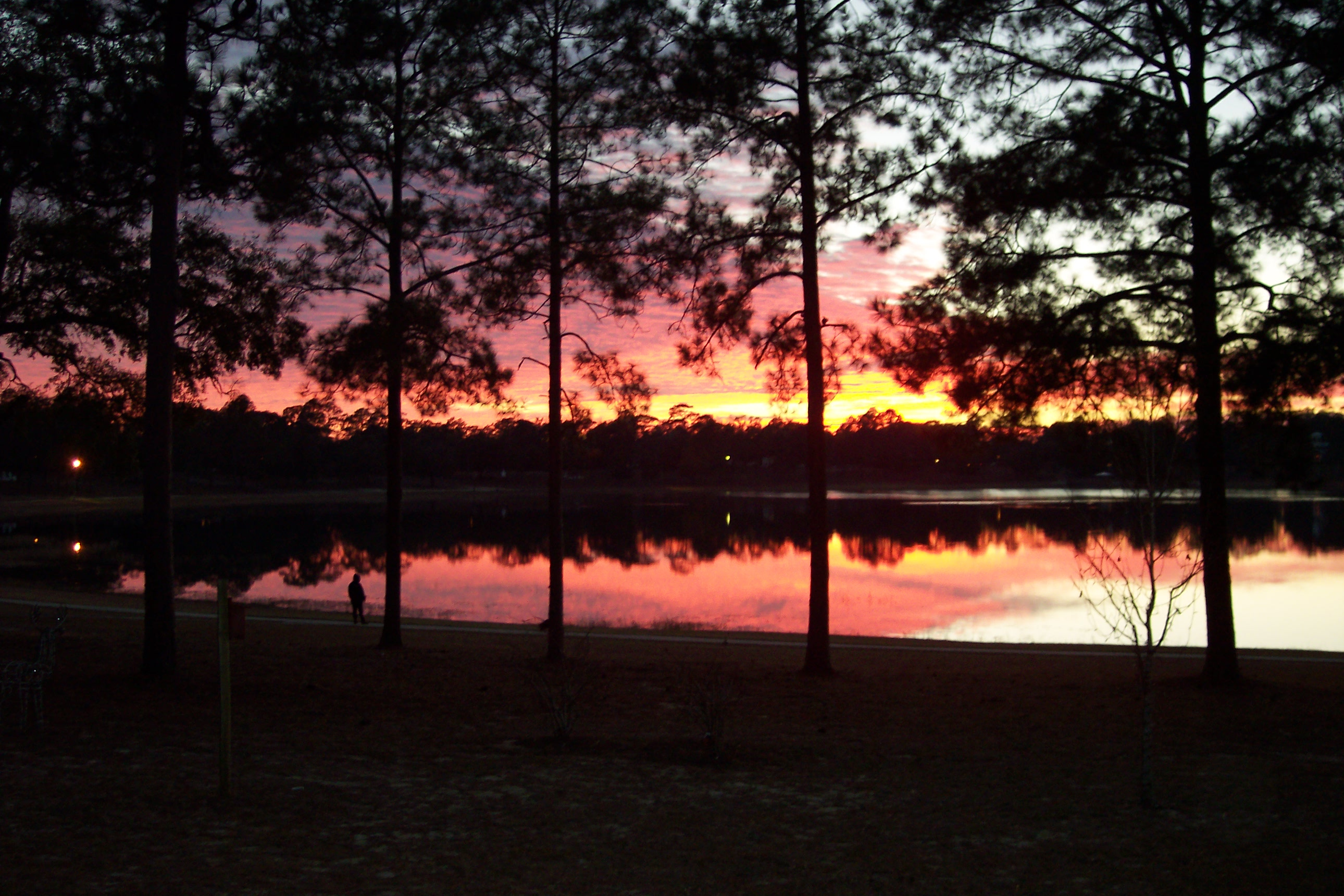
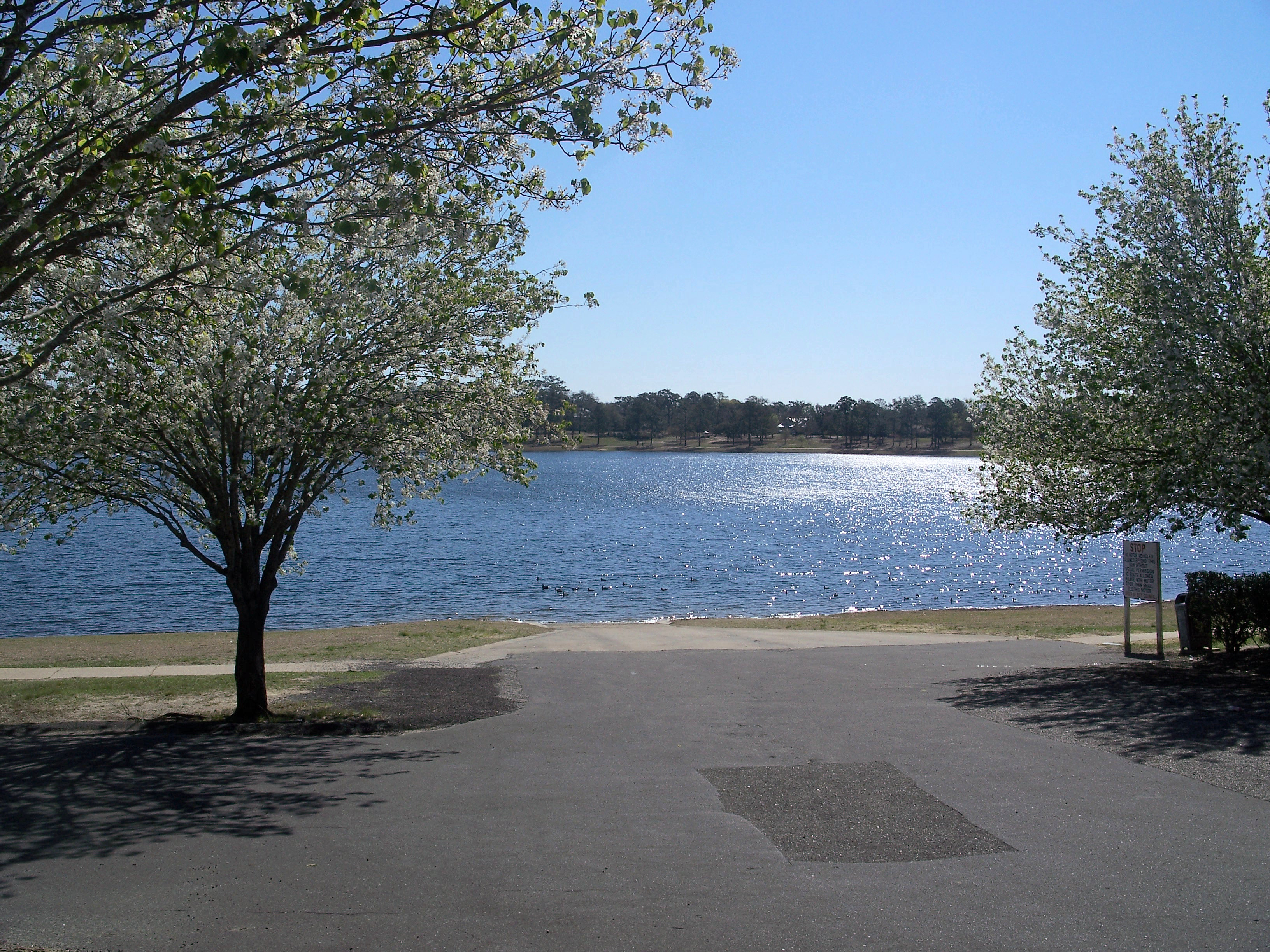
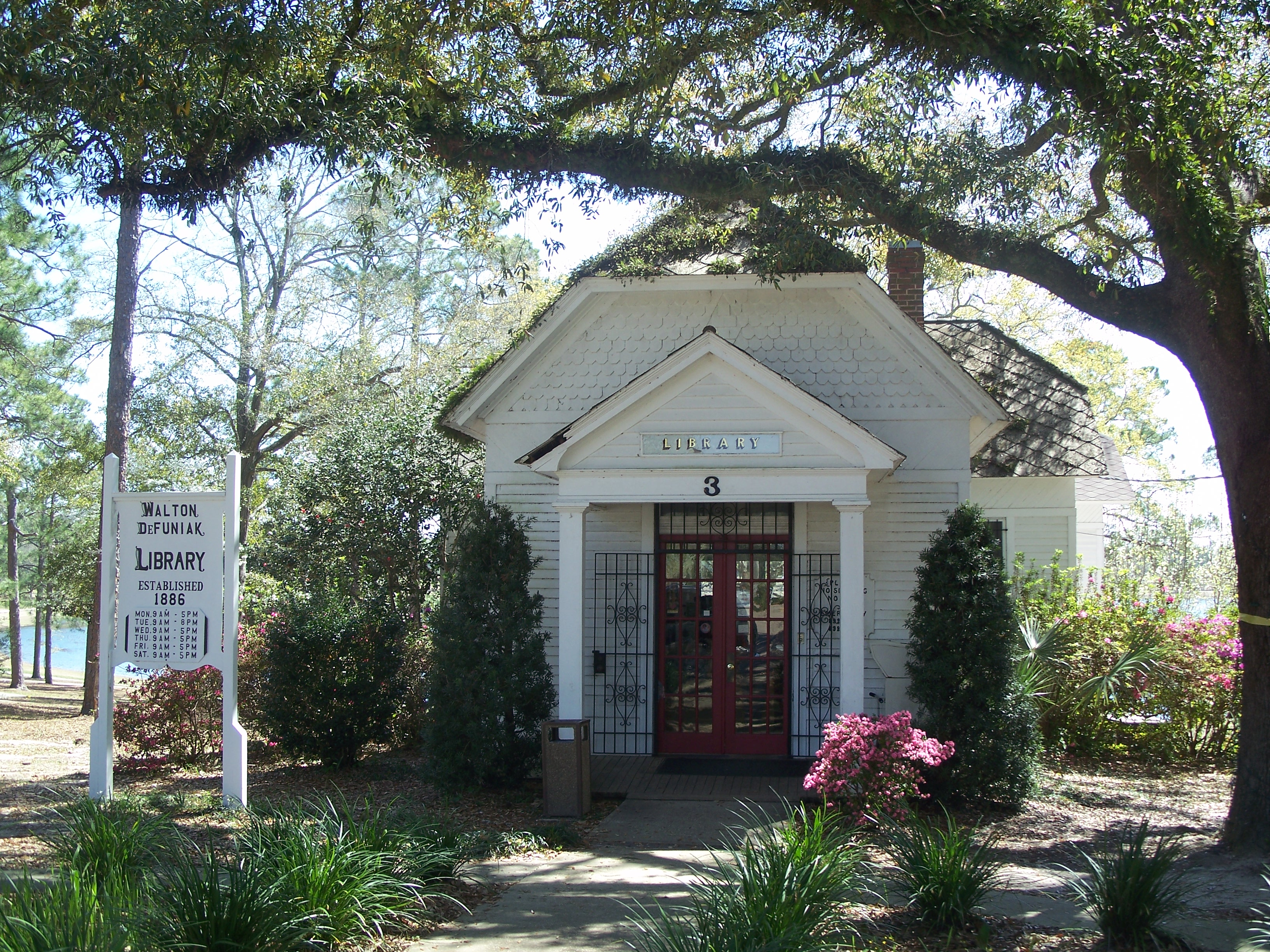
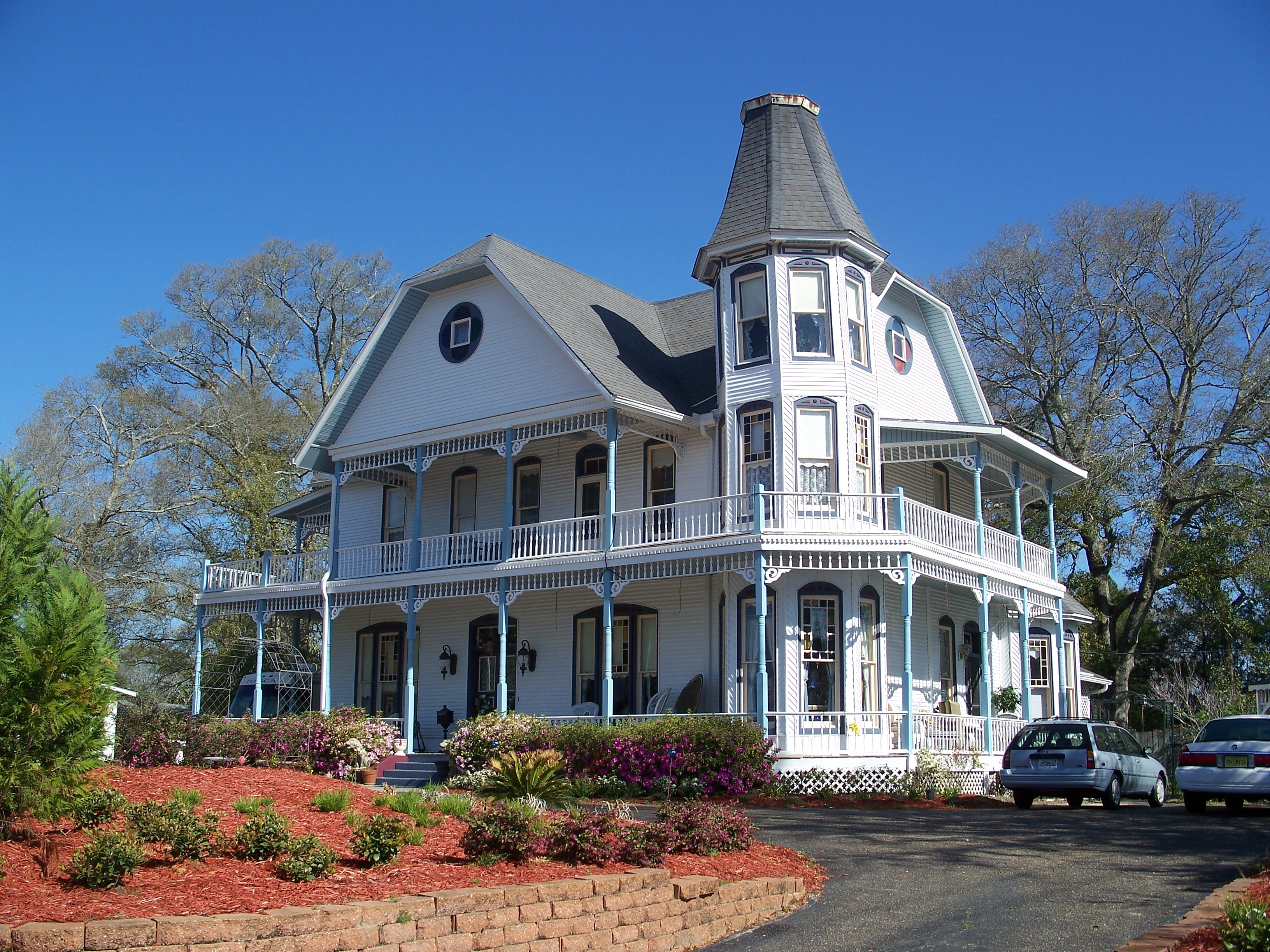
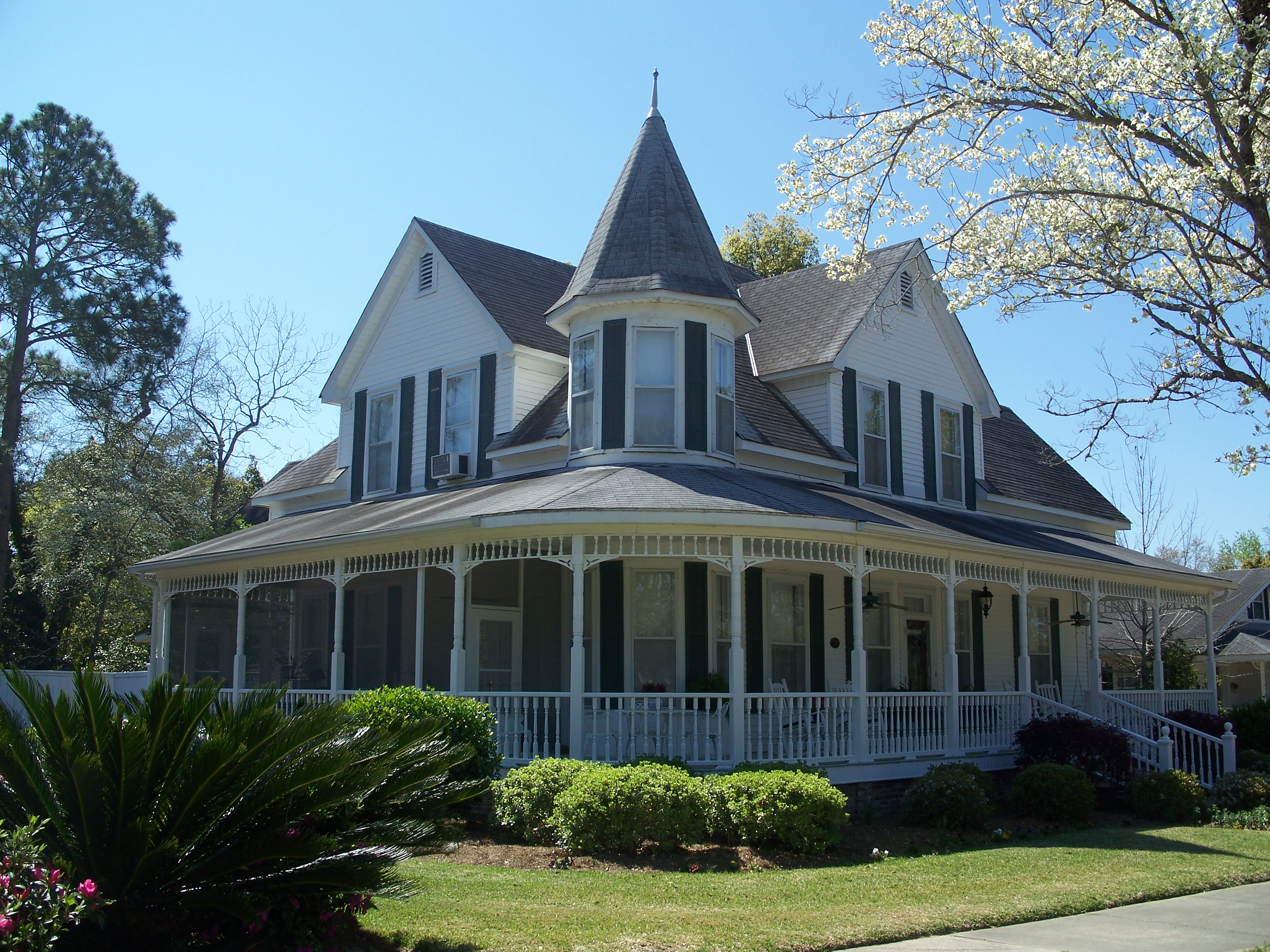